# フラーズ・グループ
フラーズ・グループ・リミテッド（英: Fullers Group Limited）は、ニュージーランドオークランドとその周辺地域でフェリーを運航する海運業及び旅行会社である。フェリーの旅客営業はハウラキ湾内で行われており、2007年の乗客は約420万人であった。

## 旅客営業
フラーズは、オークランド市のダウンタウン北部、キー・ストリート沿いのブリトマート駅に近いオークランド・フェリー・ターミナルよりハウラキ湾内各地へ旅客フェリーを運航している。
オークランド・フェリー・ターミナル以外の寄港地は、ノース・ショアのデボンポートやワイヘキ島などである。ワイヘキ島内では、子会社のワイヘキ・バス・カンパニーが島内バスを運航する。
同社は、運航するフェリーを利用した観光ツアーの代理店でもあり、ランギトト島やワイヘキ島などへのツアーも企画している。2006年と翌年に2隻、双胴船型の高速船をこのツアーのために購入した。これらの船舶は繁忙期には通常の旅客用においても用いられる。

## 企業情報
開業は1981年。2007年は約420万人の旅客が利用、航海回数は合計で42,010回（1航海当たり約100人）だった。主力のワイヘキ島へのサービスを除いての航海において、1乗客あたり0.84NZドルの助成金を受け取ったが、この水準は隣国オーストラリアのブリスベンの同様のサービスに対するそれの約半額、シドニーのそれと比較すると約7分の1にしか過ぎない金額であった。
2009年よりスコットランドの投資家ブライアン・スーターが経営する観光業持株会社が所有者となっている。